# Влатко Марковић
Влатко Марковић (Бугојно, 1. јануар 1937 — Загреб, 23. септембар 2013) бивши је хрватски и југословенски фудбалер и тренер, председник и почасни председник Хрватског ногометног савеза.

## Биографија
Марковић је рођен 1. јануар 1937. у Бугојну. Потиче из трговачке породице. Завршио је Факултет физичке културе у Загребу где је специјализовао фудбал.
Фудбалом се почео бавити 1953. као члан младих категорија Искре из Бугојна, настављајући као сениор у истом клубу. Играо је на свим местима у тиму. Године 1956. прелази у зенички Челик где је такође играо и у одбрани и у навападу, а зенит фудбалске каријере достигао је у загребачком Динаму за који је од 1959. до 1964. са запаженим успехом прво играо на месту бека, касније и као центархалф. За загребачке „модре“ одиграо је укупно 252 утакмице. Са Динамом је 1963. освојио Фудбалски куп. Кад је напустио Динамо, каријеру је наставио и завршио у Бечу, где је у Винер спорт клубу прво играо на месту центархалфа, а касније као вођа навале био је голгетер екипе.
Уз три сусрета за омладинску репрезентацију Југославије (1958-1959), одиграо је 16 утакмица и постигао један ауто-гол (против Чилеа на Светском првенству у фудбалу 1962.) за најбољу селекцију Југославије. Дебитовао је 17. маја 1961. у сусрету против Мађарске (2:4) у Београду, а од дреса с државним грбом опростио се 30. септембра 1962. на утакмици против Западне Немачке (2:3) у Загребу.
Учествовао је на Светском првенству у фудбалу 1962. у Чилеу и одигравши свих шест утакмица много је допринео да наша екипа освоји четврто место, уласку у састав репрезентацје Првенства.
Кад је престао да игра, посветио се тренерском позиву и водио Загреб, Стандард, Ницу, Хајдук Сплит и у више наврата загребачки Динамо с којим је 1980. освојио Фудбалски куп Југославије.
Водио је 1971—1973. и Фудбалску репрезентацију Југославија У-21, са којом је освојио првенство Еуропе. Као селектор у хрватској репрезентацији наследио је Станка Поклеповића и у раздобљу од 29. априла 1993. до 28. фебруара 1994. само једном је водио хрватску репрезентацију у утакмици против Украјине (3:1).
Године 1994. изабран је за потпредседника Хрватског ногометног савеза, а у периоду од 1998. до 2012. био на њеког председник, када га је на том месту заменио Давор Шукер и када је постао доживотни почани председник ХНС.
У својој је каријери био још и инструктор Фифа, члан Уефине Комисије за технички развој, члан Фифине комисије за националне савезе и председник Уефине Техничке комисије.
Добитник је више награда, међу којима се истичу Награда Матија Љубек Хрватског олимпијског одбора, Државна награда за спорт Фрањо Бучар, те француски орден Витеза националног реда за изузетне заслуге у промоцији фудбала у Француској и свету.
Марковић је дуго боловао од Алцхајмерове болести, а затим је добио упалу, здравствено стање му се погоршало и преминуо је у загребачкој болници Ребро у понедељак 23. септембра 2013.